# Volné směry

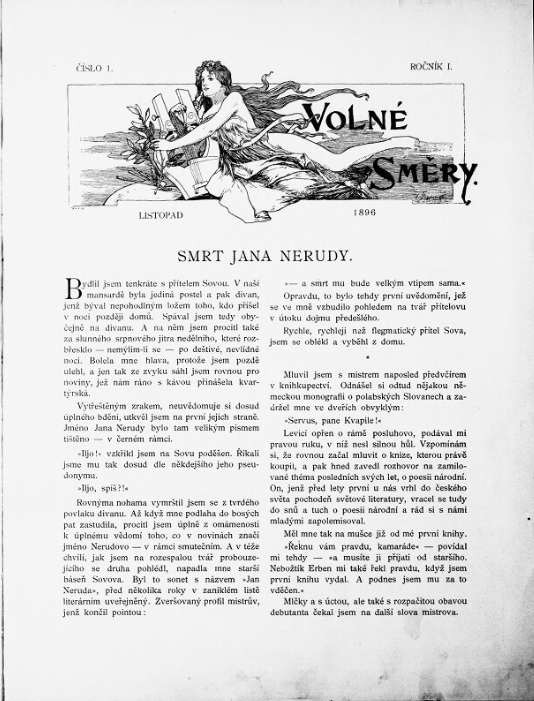
Titulní list prvního čísla (1896)

Volné směry : měsíčník umělecký, ISSN 1802-7253, byl časopis, vydávaný v letech 1896–1949 Spolkem výtvarných umělců Mánes. 
Publikovaly v něm významné osobnosti českého kulturného prostředí, například Miloš Jiránek, František Xaver Šalda, Bohumil Kubišta a mnoho dalších. 